# Tomáš Petrík
Tomáš Petrík (* 31. Oktober 1980 in Modra) ist ein  slowakischer Schachspieler.

## Erfolge
Petrík hat das 16. Memorial von Antonín Vaculík 2006 in Zlín gewonnen. Er hat in den Jahren 2005 und 2006 die Meisterschaft der Slowakei gewonnen. Seit 2008 trägt er den Titel Schachgroßmeister, die erforderlichen Normen erfüllte er in den Saisons 2005/06 und 2007/08 der slowakischen Mannschaftsmeisterschaft und bei der slowakischen Einzelmeisterschaft 2006 in Banská Štiavnica.

## Nationalmannschaft
Petrík nahm mit der slowakischen Nationalmannschaft an den Schacholympiaden 2006, 2008, 2010, 2012, 2014, 2016 und 2018 teil.

## Vereine
In der slowakischen Extraliga spielte er von 1995 bis 2000 sowie in der Saison 2009/10 für den ŠK Trenčín, von 2000 bis 2005 für den ŠK Zentiva Hlohovec, mit dem er 2004 slowakischer Mannschaftsmeister wurde, von 2005 bis 2009, von 2010 bis 2013 für den ŠK Modra und von 2013 bis 2016 für den ŠO ŠKM Stará Ľubovňa, mit dem er 2015 und 2016 Meister wurde, seit 2018 spielt er für CVČ VIX Mladosť Žilina, mit dem er 2020 den Titel gewann.
In der tschechischen Extraliga spielte Petrík von 2003 bis 2007 für den ŠK Trinom Zlín, von 2007 bis 2010 für A64 Valoz Grygov, in der Saison 2010/11 für Výstaviště Lysá nad Labem, in der Saison 2011/12 für den ŠK Rapid Pardubice, in der Saison 2012/13 für den ŠK Mahrla Prag, von 2013 bis 2016 für TJ TŽ Třinec und in der Saison 2016/17 für Prestige Photo Unichess.
In Ungarn spielt er seit 2007 für Szombathelyi MÁV Haladás VSE.
Von 2018 bis 2020 spielte Petrík in Österreich in der 2. Bundesliga für die SG Mistelbach/Altlichtenwarth.

## Privates
Petrík hat sein Informatikstudium an der Comenius-Universität Bratislava mit einer Diplomarbeit über Schachengines abgeschlossen.